# موسی جوموی
موسی جوموی (انگلیسی: Moussa Djoumoi؛ زادهٔ ۱۶ ژوئیهٔ ۱۹۹۹) بازیکن فوتبال اهل اتحاد قمر است.
وی همچنین در تیم ملی فوتبال اتحاد قمر بازی کرده‌است.